# Llista d'especialitats 11 de la Nomenclatura de la UNESCO
Llista d'especialitats del camp 11 (Lògica) de la Nomenclatura de la UNESCO:
| Disciplina                    | Codi    | Especialitat                  |
| ----------------------------- | ------- | ----------------------------- |
| 1101 Aplicacions de la lògica |         |                               |
| 1102 Lògica deductiva         | 1102.01 | Analogia                      |
| 1102 Lògica deductiva         | 1102.02 | Àlgebra de Boole              |
| 1102 Lògica deductiva         | 1102.03 | Lògica formal                 |
| 1102 Lògica deductiva         | 1102.04 | Llenguatges formals           |
| 1102 Lògica deductiva         | 1102.05 | Sistemes formals              |
| 1102 Lògica deductiva         | 1102.06 | Fonaments de matemàtiques     |
| 1102 Lògica deductiva         | 1102.07 | Generalització                |
| 1102 Lògica deductiva         | 1102.08 | Lògica matemàtica             |
| 1102 Lògica deductiva         | 1102.09 | Lògica modal                  |
| 1102 Lògica deductiva         | 1102.10 | Teoria de models              |
| 1102 Lògica deductiva         | 1102.11 | Teoria de proves              |
| 1102 Lògica deductiva         | 1102.12 | Càlcul proposicional          |
| 1102 Lògica deductiva         | 1102.13 | Funcions recursives           |
| 1102 Lògica deductiva         | 1102.14 | Lògica simbòlica              |
| 1102 Lògica deductiva         | 1102.15 | Teoria de llenguatges formals |
| 1102 Lògica deductiva         | 1102.99 | Altres (especifiqueu)         |
| 1103 Lògica general           |         |                               |
| 1104 Lògica inductiva         | 1104.01 | Inducció                      |
| 1104 Lògica inductiva         | 1104.02 | Intuïció                      |
| 1104 Lògica inductiva         | 1104.03 | Probabilitat (vegeu 1208)     |
| 1104 Lògica inductiva         | 1104.99 | Altres (especifiqueu)         |
| 1105 Metodologia              | 1105.01 | Mètode científic              |
| 1105 Metodologia              | 1105.99 | Altres (especifiqueu)         |
| 1199 Altres (especifiqueu)    |         |                               |